# Aleksandr Kosarev (regista)
Aleksandr Kosarev (Mosca, 15 marzo 1944 – Mosca, 19 gennaio 2013) è stato un regista sovietico.

## Filmografia parziale

### Regista
- Kogda drožit zemlja (1975)
- Noč' nad Čili (1977)